# Грузино-эстонские отношения
Грузино-эстонские отношения — двусторонние дипломатические отношения между Грузией и Эстонией. Отношения установлены между двумя странами 17 июня 1992 года.

## История отношений
Дипломатические отношения между Грузией и Эстонией установлены 17 июня 1992 года.
С 1999 года защитой прав граждан Грузии занимается генеральный консул Грузии в Литве, Латвии и Эстонии Зураб Маршания. Указом Президента Грузии № 606 от 13 октября 2007 года посольство Грузии было учреждено в Таллине, столице Эстонии. Посольство Эстонии в Тбилиси, столице Грузии открылось в 2006 году.

## Визиты высокого уровня

### Визиты высокого уровня из Эстонии в Грузию
- 10 июня 2004 года — визит министра иностранных дел Эстонии Кристийны Оюланд.
- 22 ноября 2005 года — визит Президента Эстонии Арнольда Рюйтеля.
- 16 декабря 2005 года — визит председателя парламента Эстонии Эне Эргма.
- 9 мая 2006 года — визит президента Эстонии Арнольда Рюйтеля.
- Сентябрь 2007 года — визит председателя парламента Эстонии Эне Эргма.
- Январь 2008 года — визит президента Эстонии Тоомаса Хендрика Ильвеса.
- февраль 2008 года — визит премьер-министра Эстонит Андруса Ансипа.
- Август 2008 года — визит президента Эстонии Тоомаса Хендрика Ильвеса.
- Август 2008 года — визит министра иностранных дел Эстонии Урмаса Паэта.

### визиты высокого уровня из Грузии в Эстонию
- Октябрь 2004 года — визит президента Грузии Михаила Саакашвили.
- Март 2008 года — визит премьер-министра Грузии Владимира Гургенидзе.
- 22 февраля 2009 года — визит председателя парламента Грузии Давида Бакрадзе.
- Январь 2010 года — визит президента Грузии Михаила Саакашвили.

## Послы Эстонии в Грузии
- Яан Хейн (2006–2011)